# Maud Wood Park

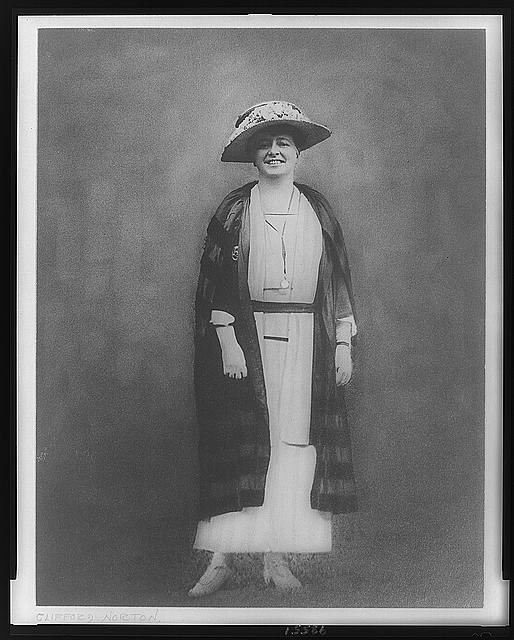
Maud Wood Park, 1915

Maud Wood Park (* 25. Januar 1871 als Maud Wood in Boston; † 8. Mai 1955 in Reading, Massachusetts) war eine US-amerikanische Aktivistin für Frauenrechte. Sie gehörte der amerikanischen Suffragetten-Bewegung an und war die erste Präsidentin der League of Women Voters. Ihr Engagement trug wesentlich zur Einführung des 19. Zusatzartikels zur Verfassung der Vereinigten Staaten bei, der es verbietet, eine Person aufgrund ihres Geschlechts von einer Wahl auszuschließen.

## Leben und Engagement
Maud Wood besuchte die St. Agnes School in Albany. Nach ihrem Abschluss im Jahr 1887 arbeitete sie acht Jahre lang als Lehrerin. Danach besuchte sie das Radcliffe College, wo sie 1898 ihren Abschluss machte. In dieser Zeit begann sie, sich für das Frauenwahlrecht einzusetzen. Sie war eine der wenigen Studentinnen, die das Frauenwahlrecht befürworteten. Auch bei der Versammlung der National American Woman Suffrage Association, die sie im Jahr 1900 besuchte, war sie eine der wenigen jungen Teilnehmerinnen. So gründete sie den Studierendenverein College Equal Suffrage League und ein Jahr später die Boston Equal Suffrage Association for Good Government, deren Vorsitzende sie 12 Jahre lang blieb. Sie besuchte Colleges überall in den USA und konnte in 30 Bundesstaaten Abteilungen der College Equal Suffrage League gründen. 1908 schlossen sie sich zur National College Equal Suffrage Association zusammen.
1920 wurde der 19. Zusatzartikel zur Verfassung der Vereinigten Staaten verabschiedet, der die Diskriminierung aufgrund des Geschlechts im Wahlrecht untersagte, wodurch zumindest weiße Frauen in den USA das Wahlrecht erhielten. Noch im selben Jahr gründeten Aktivistinnen die League of Women Voters als Interessenvertretung für frauenpolitische Themen. Park wurde die erste Vorsitzende. 1924 trat sie aus gesundheitlichen Gründen zurück, blieb aber politisch aktiv. In den folgenden Jahren setzte sie sich mit dem Women’s Joint Congressional Committee für sozial- und gesundheitspolitische Themen ein. Erfolge dieser Lobbygruppe waren der 1921 verabschiedete Sheppard-Towner Act, der staatliche Förderung für Mütter garantierte, sowie der 1922 verabschiedete Cable Act, der die Staatsangehörigkeit verheirateter Frauen von der ihres Ehemannes unabhängig machte.
Ende der 1920er Jahre verschlechterte sich Maud Wood Parks Gesundheitszustand weiter. Sie zog sich aus der Politik zurück und lebte in Cape Elizabeth. Dort schrieb sie unter anderem das Theaterstück Lucy Stone, das 1939 uraufgeführt wurde.
Ihre Sammlung von Dokumenten zur Frauenrechtsbewegung, die sie 1943 dem Radcliffe College stiftete, wurde zum Grundbestand der Schlesinger Library.